# Children of Mana
Children of Mana (聖剣伝説?, Seiken Densetsu DS: Chirudoren obu Mana) è un videogioco di ruolo alla giapponese del 2006 sviluppato da Square Enix e distribuito da Nintendo per la console Nintendo DS.

## Trama
Nell'isola immaginaria di Illusia, giace l'immenso e maestoso albero sacro Mana. Secondo la leggenda molti anni prima dell'inizio dell'avventura un male sconosciuto colpì l'isola intera ed il resto del mondo di Fa'diel, propagando caos e morte in un evento conosciuto come "il grande cataclisma". Tuttavia un ragazzo e una ragazza aiutarono l'albero grazie alla sacra "spada di Mana", riportando la pace. È su questa base che comincia l'avventura, nel presente, con i due protagonisti, un ragazzo ed una ragazza, che dovranno combattere per proteggere il loro mondo dal sopravvento del male.
Ferrik (nome di default che è possibile personalizzare) vive su Illusia ma ha perso la sua famiglia in occasione del grande cataclisma avvenuto anni prima . Oggi da 15 anni, intraprenderà una lunga ricerca. Tamber è invece la ragazza amica di Ferrik che lo accompagna nell'avventura. È molto intelligente, ha il senso del dovere ed anche suoi genitori sono morti nel cataclisma.
Durante l'avventura altri personaggi si uniranno ai due protagonisti per aiutarli, mentre attraversano i cinque continenti che compongono il mondo allo scopo di ripristinare l'equilibrio.